# Dohrniphora clariloba
Dohrniphora clariloba är en tvåvingeart som beskrevs av Brown och Giar-Ann Kung 2007. Dohrniphora clariloba ingår i släktet Dohrniphora och familjen puckelflugor. Inga underarter finns listade i Catalogue of Life.